# Velites
I velites (dal latino veles-itis, derivante da velox, per analogia con pedes ed eques) o veliti (in italiano), erano soldati armati alla leggera, in capo all'esercito romano (più precisamente nella legione) nell'epoca repubblicana a partire dal III secolo a.C. Il numero dei veliti era lo stesso per ogni legione e vicino a quello degli hastati e dei principes, pari a 1.200 ciascuno.

## Armamento
Il loro armamento consisteva in una leggera armatura in cuoio (molte volte assente), in un piccolo scudo di legno di forma rotonda (di tre piedi di diametro), una spada ed alcuni giavellotti (di dimensioni ridotte, pari a due cubiti di lunghezza dell'asta di legno ed una spanna, la punta molto sottile ed appuntita), che venivano scagliati ed assomigliavano grossolanamente agli odierni giavellotti delle discipline olimpiche. L'equipaggiamento era poi completato da un elmo semplice, che talvolta era ricoperto da una pelle di lupo, sia con lo scopo di aumentarne la protezione, sia per riconoscerli sul campo di battaglia.

## Utilizzo tattico
I veliti erano i primi soldati della legione ad attaccare battaglia, con il lancio continuo di giavellotti, che avendo la punta molto sottile e appuntita, penetrava negli scudi o nelle carni dell'avversario, piegandosi e non permettendo al nemico di riutilizzarli in occasione di un secondo lancio. Il loro scopo era quello di tormentare il nemico, cioè il loro lancio continuo costringeva le truppe nemiche ad 'affrettare' lo schieramento oppure portava allo scompaginamento delle file nemiche. Il fatto di avere armature leggere (o assenti) rendeva queste truppe molto veloci e agili, il che permetteva di compiere determinate azioni che non poteva compiere la fanteria pesante e questo rendeva l'intera legione più versatile. Infatti il punto di forza dei veliti era la velocità e il fatto che non combattevano in formazione, ma erano disposti in ordine sparso; questo permetteva loro di essere le truppe più efficaci a disposizione dei Romani contro i nemici 'inusuali' come carri da guerra ed elefanti. Tuttavia i veliti erano quasi completamente inefficaci nello scontro corpo a corpo e soprattutto contro la fanteria pesante.
I veliti non formavano una propria linea, ma ogni manipolo aveva normalmente 40 velites sotto il comando dei centurioni delle altre tre classi dei principes, astati e triari. Al tempo della seconda guerra punica erano in numero di 1.200 per legione (reclutati tra i più poveri ed i più giovani), e facevano parte delle tre schiere principali (Hastati, Principes e Triarii), in numero di 400 per ciascuna schiera.
Poco prima che cominciasse l'attacco vero e proprio, lanciavano sul nemico numerosi giavellotti per poi rifugiarsi dietro gli astati e i principi. Le fonti ricordano che portavano pelli di lupo sopra i loro elmi, così che i loro centurioni potevano riconoscerli quando dovevano ordinare la loro ritirata dietro le linee.
La loro efficacia era più psicologica, che effettiva. Infatti i veliti non erano in grado di infiggere gravi perdite al nemico (bisognerà aspettare la battaglia di Crécy nel 1346 per vedere un'azione decisiva delle truppe leggere), ma la pioggia di dardi aveva effetti disastrosi sul morale dei nemici. Non erano tenuti in gran considerazione dai Romani, ma la loro azione iniziale era fondamentale, perché dava il tempo al resto dell'esercito di mettersi in formazione. I veliti vennero aboliti da Gaio Mario.
All'interno dell'accampamento da marcia, essi completavano il servizio di guardia, presidiando l'esterno dell'accampamento e disponendosi ogni giorno lungo l'intero vallum. Fornivano poi la guardia di dieci uomini davanti a ciascuna entrata del campo.

## Classe sociale ed età
All'epoca i soldati si pagavano generalmente da soli il proprio equipaggiamento militare, ragion per cui i veliti provenivano dalle classi più povere. Erano inoltre tra i più giovani.

## Storia

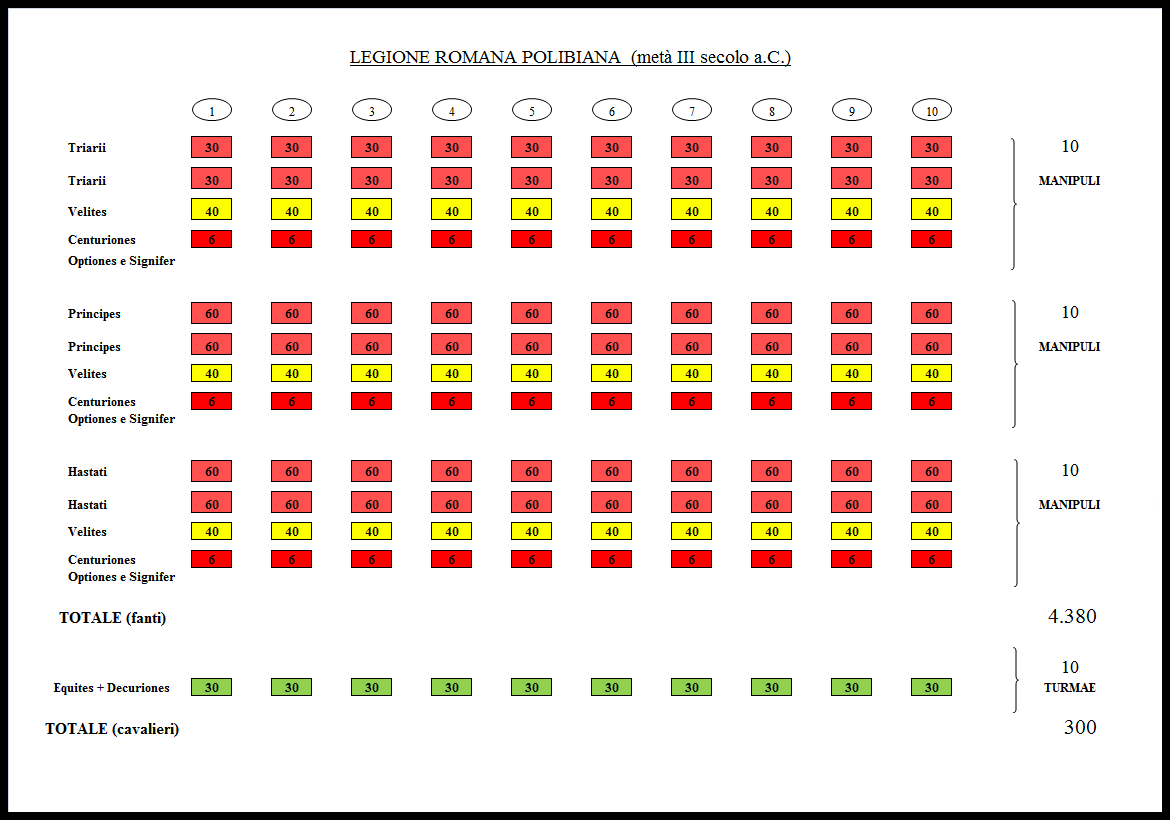
La legione manipolare polibiana al principio della seconda guerra punica (218 a.C.).

### Dopo l'esercito liviano della guerra latina (III secolo a.C.)
I veliti dell'esercito della Repubblica romana nel III secolo a.C. probabilmente comprendevano le leves e gli accensi, cioè i poveri della originaria quinta classe. Nelle Storie Polibio afferma che i veliti erano di solito i soldati più giovani ed i più poveri delle classi militari romane fino al tempo di Mario, quando la proprietà non ebbe più importanza per il servizio militare.

### Dopo la riforma di Gaio Mario (fine II secolo a.C.)
Da questo momento, infatti, tutti i cittadini atti e in buona salute potevano servire nelle legioni e i più poveri venivano forniti del necessario equipaggiamento. La ricchezza del soldato e la sua posizione presso la truppa divennero così sempre più irrilevanti, come l'equipaggiamento e l'addestramento sempre più standardizzati. Da questo momento e fino alla nascita dell'Impero, con Augusto, in poi, l'esercito romano utilizzò sempre più irregolari stranieri come schermitori. I veliti furono lentamente riorganizzati come legionari armati in modo pesante dal tempo in cui Mario e altri generali romani riformarono l'esercito tra la fine del II e gli inizi del I secolo a.C. Il loro ruolo fu molto probabilmente preso dalle truppe ausiliarie irregolari.

### In epoca moderna
In epoca moderna Napoleone riorganizzò la guardia Reale Italiana su vari reggimenti, il reggimento leggero era chiamato velites.